# Mesocco
Mesocco är en ort och kommun i den italienskspråkiga regionen Moesa i kantonen Graubünden, Schweiz. Kommunen har 1 420 invånare (2023).
Kommunen omfattar översta delen av dalen Val Mesolcina, och avgränsas i norr av San Bernardinopasset, som skiljer regionen från resten av kantonen, och är en del av den stora europeiska vattendelaren, likaledes av den tysk-italienska språkgränsen i Schweiz. 
Till kommunen hör också orterna Pian San Giacomo och San Bernardino.